# C/2011 L4
Komet C/2011 L4 (PANSTARRS) je neperiodičan komet otkriven u lipnju 2011. godine. Prilikom prolaska kroz perihe u ožujku 2013. komet je bio vidljiv golim okom. Komet je otkriven teleskopom Pan-STARRS, smještenim na vrhu vulkana Haleakala, na otoku Maui u otočju Havaji.
Prilikom otkrića prividna magnituda kometa je bila +19. Do svibnja 2012. komet je povećao sjaj na +13,5 magnituda i bilo ga je moguće vidjeti velikim amaterskim teleskopima. U listopadu 2012. komet je dosegnuo sjaj od +10 magnitude, a promjer kome je iznosio 120.000 km. C/2011 L4 približio se Zemlji 5. ožujka 2013. na udaljenost od 1,09 AJ (oko 163 milijuna km). Pet dana kasnije komet je prošao kroz perihel na udaljenosti od 45 milijuna km od Sunca. Prvotna predviđanja su govorila da će sjaj kometa doseći 0 magnitudu, sjaj sličan zvijezdama Arktur ili Vega, ali na osnovu naknadnih promatranja predviđao se sjaj u perihelu na 3. magnitudu. Na sreću promatrača, predviđanja su pokazala krivima i komet je ipak u perihelu dosegao sjaj od 1. magnitude. Unatoč neočekivano visokom sjaju promatranja kometa su bila otežana jer se mogao vidjeti nedugo nakon zalaska Sunca na zapadu, dok je nebo još bilo svjetlo. Komet se tek krajem ožujka odmaknuo dovoljno od Sunca kako bi ga se moglo promatrati na relativno tamnom nebu. Do tad je komet već izgubio dio sjaja ali se zbog tamnijeg neba bolje vidio u astronomskim instrumentima.
Nakon perihela, u travnju 2013. komet je razvio široki trokutasti rep. Početkom travnja, točnije 4. travnja 2013., komet je prošao približno veoma blizu Andromedinoj galaksiji. Galaksija i komet tada su imali podjednak prividan sjaja i bili su prava poslastica za promatranje i fotografiranje
Komet C/2011 L4 je došao iz Oortova oblaka i vjerojatno mu je za to putovanje trebalo milijune godina. Nakon prolaska kroz perihel putanja kometa će se promijeniti i on će postati periodičan komet s periodom ophoda od otprilike 110.000 godina.

### Poveznice
- Komet Panstarrs na našem nebu  Arhivirana inačica izvorne stranice od 22. travnja 2014. (Wayback Machine)